# Condado de Wyszków
Condado de Wyszków (polaco: powiat wyszkowski) é um powiat (condado) da Polónia, na voivodia da Mazóvia. A sede do condado é a cidade de Wyszków. Estende-se por uma área de 876,49 km², com 71 626 habitantes, segundo o censo de 2005, com uma densidade de 81,72 hab/km².

## Divisões admistrativas
O condado possui:
Comunas urbana-rurais: Wyszków
Comunas rurais: Brańszczyk, Długosiodło, Rząśnik, Somianka, Zabrodzie
Cidades: Wyszków

## Demografia
População (dados de 30 de Junho de 2005):
|          | Total   | Total | Mulheres | Mulheres | Homens  | Homens |
| -------- | ------- | ----- | -------- | -------- | ------- | ------ |
|          | pessoas | %     | pessoas  | %        | pessoas | %      |
| Total    | 71 626  | 100   | 36 230   | 50,6     | 35 396  | 49,4   |
| Cidades  | 26 987  | 100   | 13 974   | 51,8     | 13 013  | 48,2   |
| Povoados | 44 639  | 100   | 22 256   | 49,9     | 22 383  | 50,1   |